# Kirstin Normand
Kirstin Normand (* 10. Juni 1974 in Toronto) ist eine ehemalige kanadische Synchronschwimmerin.

## Erfolge
Kirstin Normand gab 1998 ihr internationales Debüt bei den Weltmeisterschaften in Perth. Bei diesen verpasste sie mit der Mannschaft mit 96,6870 Punkten als Vierte hinter den mit 96,8290 Punkten drittplatzierten US-Amerikanerinnen knapp einen Medaillengewinn. Sie gewann ihre erste internationale Medaille schließlich ein Jahr darauf. Mit der kanadischen Équipe erzielte sie bei den Panamerikanischen Spielen in Winnipeg das beste Resultat aller Mannschaften, noch vor den Vereinigten Staaten und Mexiko, und sicherte sich so die Goldmedaille. Bei den Olympischen Spielen 2000 in Sydney gehörte Normand ebenfalls zum Aufgebot Kanadas im Mannschaftswettbewerb. Zusammen mit Lyne Beaumont, Claire Carver-Dias, Erin Chan, Catherine Garceau, Fanny Létourneau, Jacinthe Taillon und Reidun Tatham gelang ihr mit 97,357 Punkten das drittbeste Ergebnis des Wettkampfs, womit die Kanadierinnen hinter den Russinnen, die mit 99,146 Punkten Olympiasiegerinnen wurden, und den mit 98,860 Punkten zweitplatzierten Japanerinnen die Bronzemedaille gewannen.